# Bundy Manufacturing Company
La Bundy Manufacturing Company fue un fabricante estadounidense de dispositivos de cronometraje del siglo XIX, que pasó por varias fusiones, hasta convertirse en parte de IBM y de la Simplex Time Recorder Company. Fue la primera empresa de registro de tiempo del mundo en producir relojes de fichar, conocidos coloquialmente como «Bundys». La empresa fue fundada por los hermanos Bundy.

## Hermanos Bundy
Willard Legrand Bundy nació el 8 de diciembre de 1845 en Otsego (Nueva York) y falleció el 19 de enero de 1907. Su familia se mudó a Auburn (Nueva York), donde Willard trabajó como joyero e inventó un reloj de fichar en 1888. Posteriormente, obtuvo patentes de numerosos dispositivos mecánicos.
Harlow E. Bundy nació en 1856 en Auburn (Nueva York). Se graduó en el Hamilton College, y falleció en 1916 en Pasadena (California), tras jubilarse en 1915.

## Cronología
Fecha desconocida: fundación de la Accurate Time Stamp Company.
Fecha desconocida: fundación de la Chicago Time Register Company.
Fecha desconocida: fundación de la Syracuse Time Recording Company.
1888: Willard L. Bundy inventó el registrador de llave y lo aplicó al control de tiempo de sus empleados.
1888: el Dr. Alexander Dey inventó el registrador de tiempo de dial.
1889: Harlow E. Bundy y Willard L. Bundy fundan la Bundy Manufacturing Company en Binghamton (Nueva York): la primera empresa de registro de tiempo del mundo en producir un reloj de fichar. La Bundy Manufacturing Company se funda con tan solo ocho empleados y un capital de 150.000 dólares.
1890: The Accurate Time Stamp Company (posteriormente renombrada Standard Time Stamp Company): Un sello de fechado automático completo.
1893: Alexander Dey y sus familiares fundan Dey Patents Co., posteriormente renombrada Dey Time Register Co. de Syracuse, Nueva York.
1894: Daniel M. Cooper patenta el primer registrador de tiempo de tarjeta. Se funda la Willard and Frick Manufacturing Company para comercializar el invento de Cooper bajo el nombre comercial "Rochester".
1896: George Winthrop Fairchild se une a la Bundy Manufacturing Company como inversor y director.
1898: se habían producido alrededor de 9.000 registradores de tiempo Bundy, anunciados como la solución a los "problemas complejos del registro del tiempo de los empleados".
1898: "Un nuevo registro de tiempo", fabricado por Chicago Time Register Company.
1899: Bundy Manufacturing Company adquiere Standard Time Stamp Company, fabricantes de un marcador de tiempos y de un registrador de tarjetas.
1900: se forma la International Time Recording Company de Nueva Jersey: se fusionan las empresas de registro de tiempo de Bundy Mfg., su filial, Standard Time Stamp Company, y Willard and Frick Mfg. Bundy Mfg. continúa fabricando otros productos, como la máquina sumadora Bundy (véanse 1905, 1910).
1901: ITR se reincorpora como empresa neoyorquina.
1901: ITR adquiere Chicago Time Register Company: la primera empresa del mundo de registradores de tiempo autógrafos "Merritt" y fabricante de registradores de tiempo para empleados con llave, tarjeta y autógrafo.
1903: los hermanos Bundy discuten. Willard L. Bundy se muda a Siracusa, donde él y su hijo fundan W.H. Bundy Recording Company, que fabrica un reloj similar a los fabricados por ITR.
1905: se patenta la máquina sumadora Bundy (publicitada entre 1904 y 1906).
1906: Bundy Manufacturing Company e ITR se trasladan de Binghamton (Nueva York) a instalaciones contiguas en Endicott (Nueva York).
1907: ITR adquiere Dey Time Register Co. La fabricación de registradores de tiempo de dial se traslada de Syracuse a Endicott. El lema de ITR es «Protegiendo el Minuto».
1907: fallece Willard L. Bundy.
1908: ITR adquiere Syracuse Time Recording Co.
1910: "Hombres del Estado de Nueva York: Estudios Biográficos y Retratos de Personajes", Frederick S. Hills (ed.), afirma que Harlow Bundy aún ocupa los cargos de tesorero y gerente general de Bundy Mfg., "que ahora se dedica a la fabricación de máquinas sumadoras, tras haberse fusionado el negocio de registro de tiempo con International Time Recording Co., de Endicott, en 1901".
1910/11: el hijo de Willard L. Bundy funda W.H. Bundy Time Card Printing Co. y figura como vicepresidente de Monitor Time Clock Company, Syracuse, Nueva York.
1911: Charles Ranlett Flint integra (a través de la adquisición de acciones) la Bundy Manufacturing Company, ITR, la Tabulating Machine Company y la Computing Scale Company en un nuevo holding, la Computing-Tabulating-Recording Company (CTR). Fairchild era el gestor de la nueva compañía y posteriormente sería su presidente. Harlow Bundy fue nombrado vicepresidente de la nueva compañía. Las compañías individuales continuaron operando con sus nombres originales.
1916: la empresa W.H. Bundy/Monitor se vende a Simplex Time Recorder Company.
1924: CTR cambia su nombre a International Business Machines
1933: IBM elimina la estructura de holding, se consolidan las oficinas y se eliminan los nombres de las filiales.
1935: desde 1907 o antes, ITR (ahora la División de Equipos de Tiempo de IBM) publicaba una revista, "Time", para empleados y clientes, que IBM renombró como THINK.
1958: IBM y sus empresas predecesoras fabricaron relojes y otros productos de registro de tiempo durante 70 años, lo que culminó con la venta en 1958 de la División de Equipos de Tiempo de IBM a la Simplex Time Recorder Company.